# Katarzyna Paluch
Katarzyna Ewa Paluch – polska naukowczyni-informatyczka, wykładowczyni Uniwersytetu Wrocławskiego.

## Życiorys
W okresie szkolnym stypendystka Krajowego Funduszu na rzecz Dzieci. W 2001 uzyskała dyplom magisterski w Instytucie Informatyki Uniwersytetu Wrocławskiego na podstawie pracy Kafelkowanie prostokątami. W 2005 doktoryzowała się z informatyki na podstawie rozprawy Approximation Algorithms for Rectangle Tiling (promotor: Krzysztof Loryś). W 2017 uzyskała na UWr habilitację z informatyki na podstawie pracy Skojarzenia w algorytmach dla tras komiwojażera i zadaniach przydziału z preferencjami.
Od 2001 związana zawodowo z UWr, początkowo jako doktorantka, od 2004 jako asystentka, zaś od 2006 jako adiunktka w Zakładzie Optymalizacji Kombinatorycznej. Odbyła staże naukowe w Instytucie Informatyki im. Maxa Plancka (2003, 2005/2006).